# 18292 Золтовські
18292 Золтовські (18292 Zoltowski) — астероїд головного поясу, відкритий 17 березня 1977 року.
Тіссеранів параметр щодо Юпітера — 3,263.